# ریحان کافوری
ریحان کافوری (نام علمی: Ocimum kilimandscharicum) نام یک گونه از سرده ریحان است.